# 241 Germanija
241 Germanija (mednarodno ime 241 Germania) je zelo temen asteroid v glavnem asteroidnem pasu. Kaže značilnosti dveh tipov asteroidov (C in P).

## Odkritje
Asteroid je odkril nemški astronom Karl Theodor Robert Luther (1822 – 1900) 12. septembra 1884 v Düsseldorfu . Ime ima latinskem imenu za Nemčijo.

## Lastnosti
Asteroid Germanija obkroži Sonce v 5,34 letih. Njegova tirnica ima izsrednost 0,096, nagnjena pa je za 5,506° proti ekliptiki. Njegov premer je 168,90 km, okoli svoje osi se zavrti v  15,51 h .